# There Will Be Blood

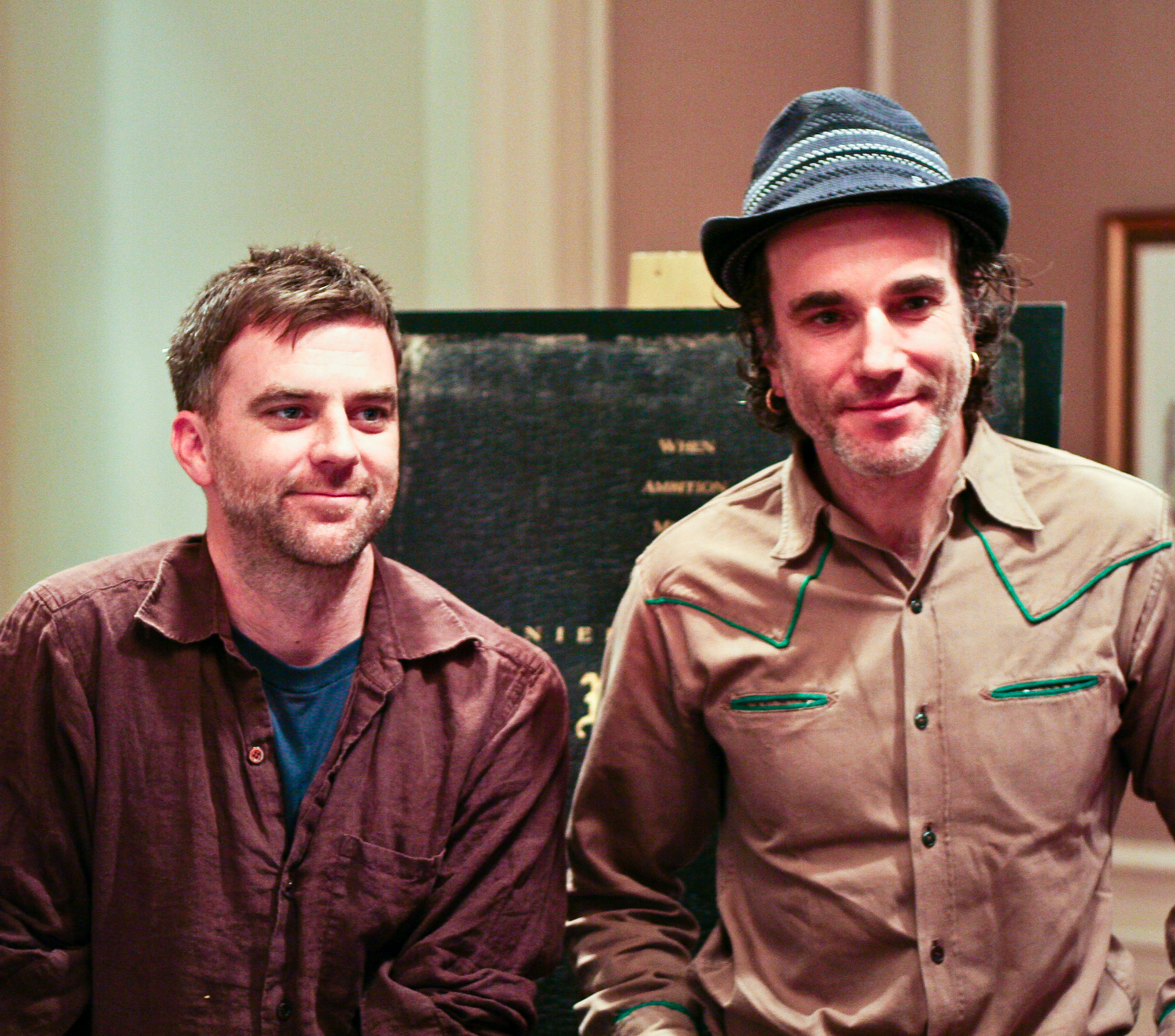
Regissören Paul Thomas Anderson (vänster) och huvudrollsinnehavaren Daniel Day-Lewis, december 2007.

There Will Be Blood är en amerikansk dramafilm från 2007. Den är skriven, regisserad och producerad av Paul Thomas Anderson, efter romanen Olja (originaltitel: Oil!) från 1926 av Upton Sinclair.

## Handling
Filmen följer den fiktiva oljemannen Daniel Plainviews (Daniel Day-Lewis) liv, från det att han gör sina första provborrningar som enkel egenföretagare till det att han byggt upp ett imperium och allt mer låtit girigheten stiga honom åt huvudet för att till slut övergå i ren galenskap.

## Medverkande
- Daniel Day-Lewis – Daniel Plainview
- Paul Dano – Paul Sunday / Eli Sunday
- Kevin J. O'Connor – Henry
- Ciarán Hinds – Fletcher
- Dillon Freasier – H.W. Plainview
  - Russell Harvard – vuxne H.W. Plainview
- Sydney McCallister – Mary Sunday
  - Colleen Foy – vuxne Mary
- David Willis – Abel Sunday
- Hans Howes – William Bandy
- Paul F. Tompkins – Prescott
- Jim Downey – Al Rose
- David Warshofsky – H.M. Tilford
- Barry Del Sherman – H.B. Ailman

## Nomineringar och priser
Filmen blev åttafaldigt Oscarsnominerad, bland annat i kategorierna bästa film, bästa regi (Paul Thomas Anderson) och bästa manliga huvudroll (Daniel Day-Lewis) och vann två för bästa foto och bästa manliga huvudroll. Filmen förlorade flest av sina Oscar mot bröderna Coens westerndrama No Country for Old Men och The Bourne Ultimatum.
| År   | Pris   | Resultat  | Kategori                  | Person                                           |
| ---- | ------ | --------- | ------------------------- | ------------------------------------------------ |
| 2008 | Oscars | Vann      | Bästa foto                | Robert Elswit                                    |
| 2008 | Oscars | Vann      | Bästa manliga huvudroll   | Daniel Day-Lewis                                 |
| 2008 | Oscars | Nominerad | Bästa scenografi          | Jack Fisk, Jim Erickson                          |
| 2008 | Oscars | Nominerad | Bästa regi                | Paul Thomas Anderson                             |
| 2008 | Oscars | Nominerad | Bästa klippning           | Dylan Tichenor                                   |
| 2008 | Oscars | Nominerad | Bästa ljudredigering      | Mathew Wood, Christopher Scarabosio              |
| 2008 | Oscars | Nominerad | Bästa film                | JoAnne Sellar, Paul Thomas Anderson, Daniel Lupi |
| 2008 | Oscars | Nominerad | Bästa manus efter förlaga | Paul Thomas Anderson                             |